# Why Why Why (Shawn Mendes)
Why Why Why è un singolo del cantautore canadese Shawn Mendes, pubblicato l'8 agosto 2024 come primo estratto dal quinto album in studio Shawn.

## Video musicale
Il video musicale, diretto da Anthony Wilson e Connor Brashier, è stato reso disponibile in concomitanza con l'uscita del brano attraverso il canale YouTube dell'artista. Il video è stato girato nella Hudson Valley.

## Tracce
Testi e musiche di Shawn Mendes, Eddie Benjamin, Michael Sabath e Scott Harris.
1. Why Why Why – 2:49

## Classifiche

### Classifiche settimanali
| Classifica (2024) | Posizione massima |
| ----------------- | ----------------- |
| Belgio (Fiandre)  | 13                |
| Canada            | 30                |
| Germania          | 76                |
| Irlanda           | 65                |
| Paesi Bassi       | 83                |
| Portogallo        | 111               |
| Regno Unito       | 59                |
| Slovacchia        | 62                |
| Stati Uniti       | 84                |
| Svezia            | 60                |
| Svizzera          | 51                |

### Classifiche di fine anno
| Classifica (2024) | Posizione |
| ----------------- | --------- |
| Belgio (Fiandre)  | 81        |